# Kościół św. Józefa Oblubieńca Najświętszej Maryi Panny w Kicinie
Kościół Świętego Józefa Oblubieńca Najświętszej Maryi Panny w Kicinie – rzymskokatolicki kościół parafialny znajdujący się w podpoznańskim Kicinie, przy ulicy Kościelnej.

## Historia
Świątynia wybudowana w latach 1749–1751 z drewna. Fundatorem jej był biskup poznański Józef Tadeusz Kierski. W 1863 wieża została wyremontowana, po zniszczeniu w 1852. Budowla była również restaurowana w latach 1905–1907 (wymiana dachu), 1966–1967 (odkryto dawną polichromię) i 1980 (wymiana szalowania), 2010–2011 (renowacja wnętrza wraz z konserwacją i odnowieniem polichromii).

## Architektura
Kościół jest jednonawowy, Posiada konstrukcję zrębową. Składa się z prezbiterium, nawy i wieży. Prezbiterium jest mniejsze, zamknięte trójbocznie. Z boku nawy mieści się kruchta. Wieża posiada dach namiotowy. Dach budowli posiada dwie kalenice, pokryty jest gontem. We wnętrzu znajdują się płaskie stropy.

## Wyposażenie
Ołtarz główny, ambona, chrzcielnica i część ław pochodzą z XVIII wieku. Ołtarze boczne reprezentują styl neobarokowy i zostały wykonane na początku XX wieku. Po lewej stronie umieszczony jest obraz św. Józefa, po prawej obraz Matki Boskiej Śnieżnej. Z 1678 pochodzi obraz Maryi z Dzieciątkiem. Witraże pochodzą z 1938 i lat pięćdziesiątych ubiegłego stulecia.